# Zungenwürmer
Die Zungenwürmer (Pentastomida) sind eine Gruppe von parasitischen Gliederfüßern mit etwa 130 Arten. Ihre Größe variiert zwischen wenigen Millimetern und 14 cm Länge. Als obligate Parasiten der Atmungsorgane befallen sie fleischfressende Reptilien, Vögel und Säugetiere. Für einige Arten kann auch der Mensch als Wirt der Larven oder der ausgewachsenen Tiere dienen. Wegen ihres Aufenthaltsortes nannte man die Tiere früher auch Lungenwürmer, wegen ihrer Form auch Linguatulida (lat. lingua: Zunge).

## Morphologie
Zungenwürmer sind weichhäutige, wurmartige Tiere mit rundem oder abgeplatteten Körper. Der Körper ist äußerlich meist in auffallende Ringe gegliedert, diese entsprechen nicht Segmenten, sondern sind Hautfalten. Bei der (abgebildeten) Gattung Armillifer sind die Ringel spiralförmig angeordnet und geben dem Tier ein korkenzieherartiges Aussehen. Am vorderen Ende sitzen neben der Mundöffnung (manchmal auf einem rüsselförmigen Vorsprung) zwei Paare hakenförmiger Fortsätze (umgebildete Extremitäten), mit denen sich das Tier im Wirt verankert. Die fünf Fortsätze waren Grundlage für den wissenschaftlichen Namen (griech.: pente, penta-: fünf und Stoma: Mund). Die Haken sitzen je nach Familie hinter- oder nebeneinander.

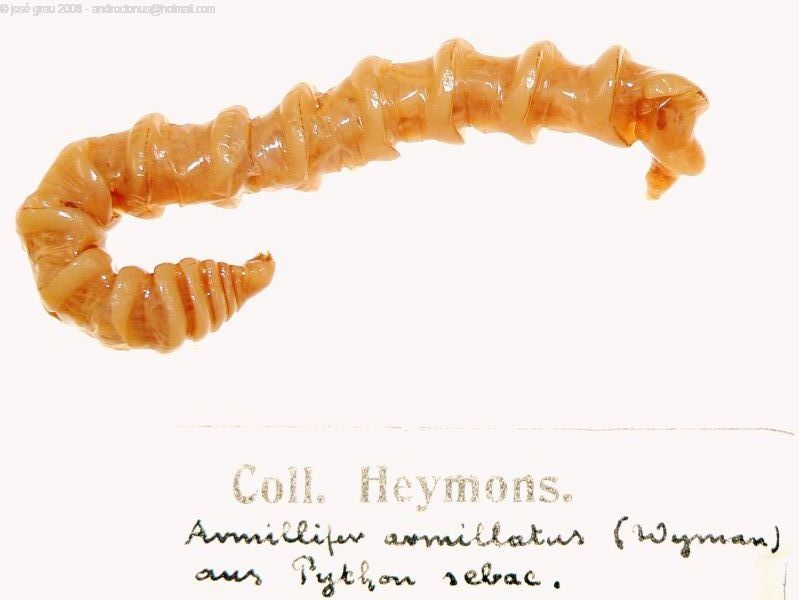
Armillifer armillatus Wyman, 1848: ein 4 cm großes Individuum, das aus dem Atmungssystem einer Nördlichen Felsenpython (Python sebae), entnommen wurde. Exemplar hinterlegt im Museum für Naturkunde, Berlin

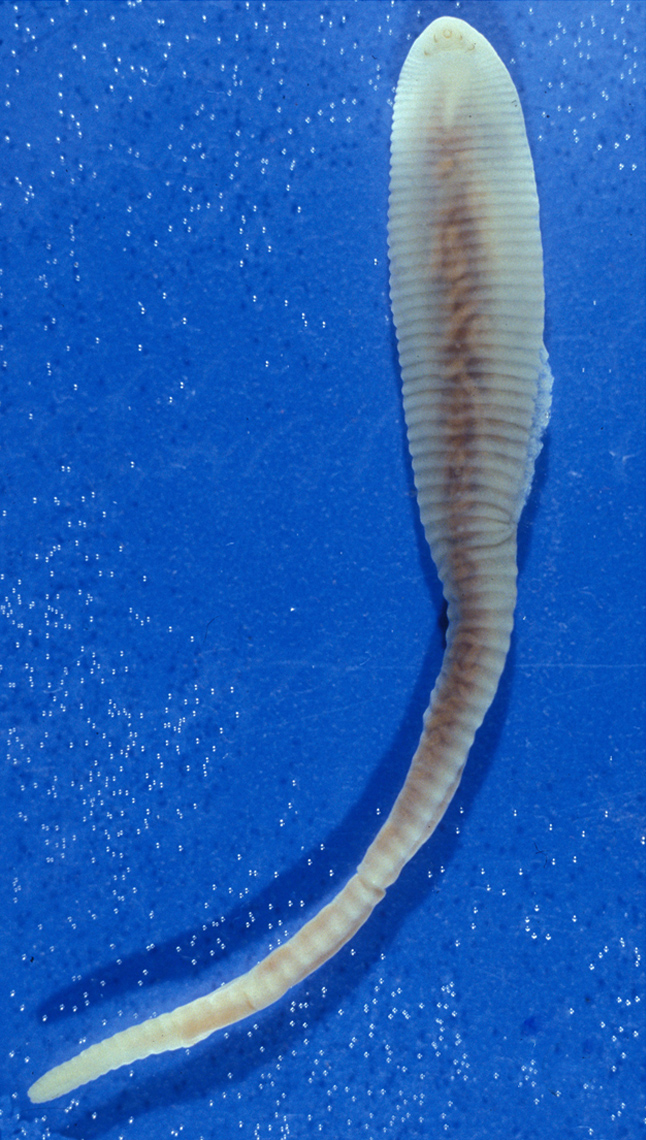
Erwachsenes Weibchen von Linguatula serrata

Als obligate Parasiten besitzen Zungenwürmer einen vereinfachten Körperbau ohne Herz und Blutgefäße, innere Ausscheidungsorgane oder Atmungsorgane. Den Körper quert längs ein einfacher, schlauchförmiger Darm. Ansonsten ist der Körper vor allem mit den großen Keimdrüsen angefüllt, die bei den Weibchen eine halbe Million Eier enthalten können. Zungenwürmer sind getrenntgeschlechtlich, wobei das Männchen erheblich kleiner ist als das Weibchen. Die Befruchtung findet im Wirt statt, anschließend stirbt das Männchen.

## Lebenszyklus
Zungenwürmer sind Parasiten mit indirekter Entwicklung. Das geschlechtsreife Weibchen scheidet im Endwirt Eier aus, die von einem Zwischenwirt mit der Nahrung aufgenommen werden. Alle Entwicklungsstadien bis zum 1. Larvenstadium finden im Uterus statt. Schon die primäre Larve stellt das infektiöse Stadium für den Zwischenwirt dar. Im Darm des Zwischenwirts schlüpfen die Larven, durchstoßen die Darmwand und leben in der Leibeshöhle oder verschiedenen Organen. Die frisch geschlüpften Larven besitzen bereits alle Segmente. Nach mehreren Häutungen verkapseln sie sich und entwickeln sich in das für den Endwirt infektiöse letzte Larvenstadium weiter. Die Anzahl der Nymphenstadien kann zwischen den Arten variieren. Grundsätzlich benötigen Zungenwürmer 4 Häutungen bei Vertebraten als Zwischenwirten, einige wenige aus der Ordnung Porocephalida benötigen 6–8 Häutungen.
Wird der Zwischenwirt von einem Räuber (Endwirt) gefressen, wandern die Larven in die Lunge ein, wo sie sich mit den Kopfstacheln im Gewebe verankern und Blut saugen. Hier reifen sie bis zu ihrer Fortpflanzung, was mehrere Häutungen benötigen kann. Die Lebensdauer der adulten Würmer kann mehrere Monate betragen. Die Würmer entgehen der Immunabwehr des Wirtskörpers vermutlich durch eine abgeschiedene Lipidhülle, die die chitinöse eigentliche Körperwand völlig verdeckt, eine verbreitete Abwehrstrategie, die bei zahlreichen Endoparasiten vorkommt.
Abwandlungen dieses normalen Lebenszyklus kommen vor. Zum Beispiel leben die Arten der Gattung Linguatula nicht in der Lunge, sondern im Nasenraum des Wirts, wo sie sich von Schleim und Körperzellen ernähren. Bei einigen wenigen Arten kommt direkte Entwicklung ohne Zwischenwirt vor. Dazu zählt etwa der „Nasenwurm“ Linguatula arctica des Rentiers oder Reighardia sternae in Seevögeln. Bei zumindest einer Art (Subtriquetra subtriquetra. Porocephalidae) ist das erste Larvenstadium frei lebend.

## Vorkommen
Zungenwürmer sind hauptsächlich in den Tropen verbreitet. Aufgrund des Lebenszyklus sind die Endwirte überwiegend Räuber (Carnivore), zu über 90 % Reptilien wie Schlangen oder Krokodile, wobei eine einzelne Krokodilart von sieben oder acht Arten befallen werden kann. Seltener sind Säugetiere (z. B. Großkatzen wie Leoparden und Löwen) oder Vögel als Wirte.
Zwischenwirte können eine Vielzahl von Amphibien-, Reptilien-, Säuger- oder Fischarten sein, in Ausnahmefällen auch Insektenarten.

## Systematik

### Äußere Systematik
Die Stellung der Zungenwürmer im System war lange Zeit umstritten. Weit verbreitet war eine Einstufung als eigener Tierstamm mit (unklaren) Beziehungen zu den Arthropoden. Nach aktueller Erkenntnis scheinen sie zu den Krebstieren (Crustacea) zu gehören. Diese systematische Einordnung wird durch molekularbiologische Untersuchungen gestützt, wurde aber ursprünglich vor allem aufgrund des Feinbaus der Spermien aufgestellt, die auffallende Übereinstimmungen mit denjenigen der Karpfenläuse (Branchiura) aufweisen, die entsprechend als Schwestergruppe der Zungenwürmer angesehen werden. Dafür werden inzwischen auch morphologische Argumente vorgebracht.
Alternativ werden sie von einer Gruppe von Taxonomen weiterhin als eigener Stamm gemeinsam mit den Stummelfüßern und den Bärtierchen in die Stammlinie der Gliederfüßer (Arthropoda) gestellt und mit diesen Gruppen als Panarthropoda zusammengefasst. Wichtige Argumente sind, neben dem aufgrund des Fossilbelegs nachgewiesenen hohen Alter der Gruppe (älter als alle heutigen Wirtsarten!), dass überhaupt keine morphologischen Apomorphien angegeben werden können, während diese, auch bei anderen parasitischen Krebstieren mit stark abgewandelter Morphologie (z. B. Rankenfußkrebse), zumindest bei den Larvenstadien immer erhalten geblieben sind.

### Innere Systematik
- Unterklasse Pentastomida Diesing, 1836.
  - Ordnung Cephalobaenida Heymons, 1935
    - Familie Cephalobaenidae Fain, 1961
    - Familie Reighardiidae Heymons, 1935

  - Ordnung Porocephalida Heymons, 1935
    - Familie Armilliferidae Fain, 1961
    - Familie Diesingidae Fain, 1961
    - Familie Linguatulidae Heymons, 1935
    - Familie Porocephalidae Fain, 1961
    - Familie Sambonidae Fain, 1961
    - Familie Sebekiidae Fain, 1961
    - Familie Subtriquetridae Fain, 1961

## Fossile Überlieferung
Von weichhäutigen Tieren wie Zungenwürmern überhaupt Fossilien zu finden, scheint auf den ersten Blick aussichtslos zu sein. Dennoch sind aus dieser Gruppe inzwischen zahlreiche, beinahe unzweifelhaft zugehörige Formen gefunden worden. Diese gehören ins mittlere und obere Kambrium, sind also etwa 500 Millionen Jahre alt. Erhalten geblieben sind sie durch spezielle Einbettungsbedingungen, bei denen rasch nach dem Tode die gesamte Körperhülle (aus Proteinen und Chitin) durch Calciumphosphat verdrängt wurde. Die phosphatisierten, nur millimeterkleinen Fossilien wurden anschließend in einen Kalkstein eingebettet, aus dem sie durch Auflösen mit Salzsäure freigelegt werden können. Diese Fossilien (nach einem schwedischen Ausdruck „Orsten“-Typ genannt) sind körperlich erhalten, d. h. nicht nur als Abdruck. Die fossilen, als bodenlebende (benthische) Larven zu interpretierenden Pentastomiden ähneln den heutigen Formen stark, als auffallendste Abweichung sind am Körper zwei rudimentäre Beinanlagen vorhanden (heute nur noch embryonal nachweisbar).
Im Jahr 2015 wurde, nach den bisherigen Funden von Larven, erstmals ein Fossil gefunden, das als imaginaler Zungenwurm interpretiert wird. Die Invavita piratica genannte Art stammt aus dem Silur von Herefordshire und ist etwa 425 Millionen Jahre alt. Die millimeterkleinen Fossilien sitzen als Ektoparasiten auf einer Ostrakoden-Art. Sie waren also, anders als heutige Zungenwürmer, offensichtlich Ekto-, nicht Endoparasiten und parasitierten nicht auf Wirbeltieren. Den neuen Befunden nach wird es für möglich gehalten, dass der Übergang der Parasiten auf Wirbeltiere durch die Aufnahme, gemeinsam mit dem Wirt, durch eine räuberische Art, mit anschließendem Übergang des Parasiten auf den Räuber als neuen Wirt erfolgt sein könnte. Ein solcher Übergang ist von anderen parasitischen Arten bekannt.

## Pentastomiasis beim Menschen
Zungenwürmer befallen neben ihren eigentlichen Wirtsarten gelegentlich auch den Menschen (als Fehlwirt). Der Mensch kann hier sowohl als Zwischenwirt für die Larven (in der Leibeshöhle) wie auch als Endwirt für den geschlechtsreifen Wurm (im Nasentrakt) dienen. Infektionen sind am häufigsten mit Linguatula serrata, seltener mit Armillifer- und Porocephalus-Arten beobachtet worden. Infektionsquellen sind mit Hunde- oder Schlangenkot infiziertes Wasser bzw. Gemüse (Mensch als Zwischenwirt) bzw. der Verzehr von rohem oder ungenügend gekochtem Schaf- bzw. Ziegenfleisch (Mensch als Endwirt). Befall mit den Larven in der Leibeshöhle, sekundär auch in der Leber oder anderen Organen kann völlig symptomlos sein, aber gelegentlich Lungen- oder Leberkrebs ähneln. Befall der Nasenhöhlen (mit Linguatula serrata) führt zu heftiger Reizung mit Schmerzen, Entzündungen und heftigem Niesen (gelegentlich mit Auswurf des Parasiten).

## Einzelne Arten
- Linguatula serrata befällt Hunde und lebt im erwachsenen Zustand in der Regel in den Nasenhöhlen oder im Respirationstrakt. Über den Nasenschleim gelangen die Eier ins Freie und werden dort von Pflanzenfressern aufgenommen. Hunde nehmen dann die Eier durch Aufschnüffeln freier Larven oder durch Fressen infizierter Eingeweide von Pflanzenfressern auf. Linguatula serrata befällt ebenso wie Armillifer spp. auch den Menschen.